# Wang Lang
Pour le maître d'arts martiaux chinois, voir Wang Lang (maitre).
 (septembre 2024).
Si vous disposez d'ouvrages ou d'articles de référence ou si vous connaissez des sites web de qualité traitant du thème abordé ici, merci de compléter l'article en donnant les références utiles à sa vérifiabilité et en les liant à la section « Notes et références ».
Wang Lang (152/153 - décembre 228) était un politicien durant la fin de la dynastie Han et durant l'ère des Trois Royaumes de Chine. 
Grâce au mariage de sa petite-fille, Wang Yuanji, avec Sima Zhao, il est l'arrière-grand-père de Sima Yan, qui deviendra plus tard l'Empereur Wu de la Dynastie Jin. 
Il meurt d'une crise cardiaque à la suite d'une lettre de raillerie de Zhuge Liang.[réf. nécessaire]